# Плакати Кудряшових
Клавдія і Євген Кудряшови — українські радянські майстри-плакатисти. Вважаються класиками цього жанру. Навчалися у Львівському інституті декоративно-прикладного мистецтва, Київському художньому інституті на графічному факультеті, майстерні професора Василя Касіяна. 1953 влаштувалися на роботу у видавництво «Мистецтво». Згодом їх прийняли до Спілки художників. Спочатку починали як співавтори, пізніше кожен обрав улюблений напрям творчості. За роки спільної роботи створили понад 600 плакатів.

## Український радянський плакат родини Кудряшових

Альбом творів плакатистів Кудряшових (Київ, видавець Остап Ханко, 2011)

### Творчість Клавдії Кудряшової
Її плакати присвячені дружбі народів, дитинству, людським цінностям, втілюють віру у світле майбутнє. У роботах відчутний авторський стиль, що відрізняє їх від шаблонних плакатів колег майстрині. Виділяють плакати К. Кудряшової, що створені аквареллю. У 1970-х застосувала новий прийом у плакатному мистецтві — акварель «по мокрому». Цим способом виконані плакати: «Всі на всесоюзний комуністичний суботник» (1981), «Люблю Батьківщину — Радянський мій край!» (1970-ті), «Здрастуй, літо піонерське» (1974).

### Плакати Євгена Кудряшова
Вирізняються нестандартими композиційними рішеннями. Є. Кудряшов говорив, що саме плакат допомагав йому доносити свої ідеї до широкого загалу. Його творчий доробок містить значну кількість суспільно-політичних сатиричних плакатів, робіт, що викривають людські пороки («Здрастуй вино — прощай розум»). Передусім митець шукав лаконічне композиційне рішення, близьке до емблеми. Є. Кудряшов намагався висвітлювати в плакатах злободенні явища. На одному з його невиданих плакатів зображена труна, на котрій сидять ворони, і надписано: «Есть такая партия! В. Ульяновь (Ленин)» (1985).

## Альбом плакатів Кудряшових
У переддень відкриття виставки родини плакатистів у київській галереї «Мистець» надруковано перші примірники художнього альбому «Плакат Кудряшових 1950–2010-х» (видавець Остап Ханко). Альбом презентовано громадськості столиці на відкритті експозиції 12 липня 2011 у присутності численних журналістів — співробітників центральних телеканалів, газет, журналів та інтернет-видань. Із передруками й анонсами число матеріалів про виставку в ЗМІ склало понад 50.